# U-Bahnhof Náměstí Míru

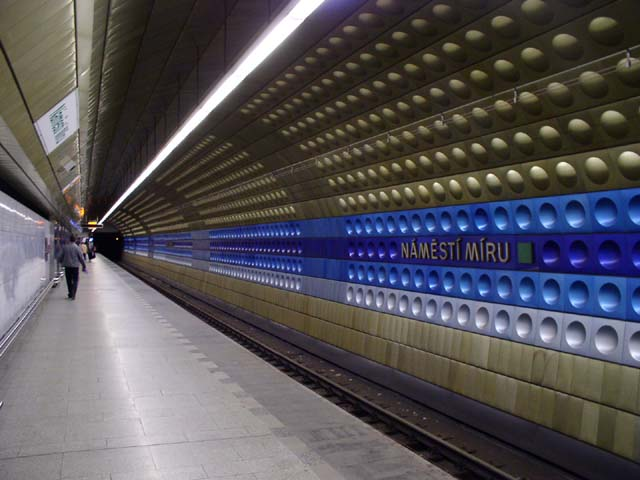
Bahnsteig in Richtung Nemocnice Motol

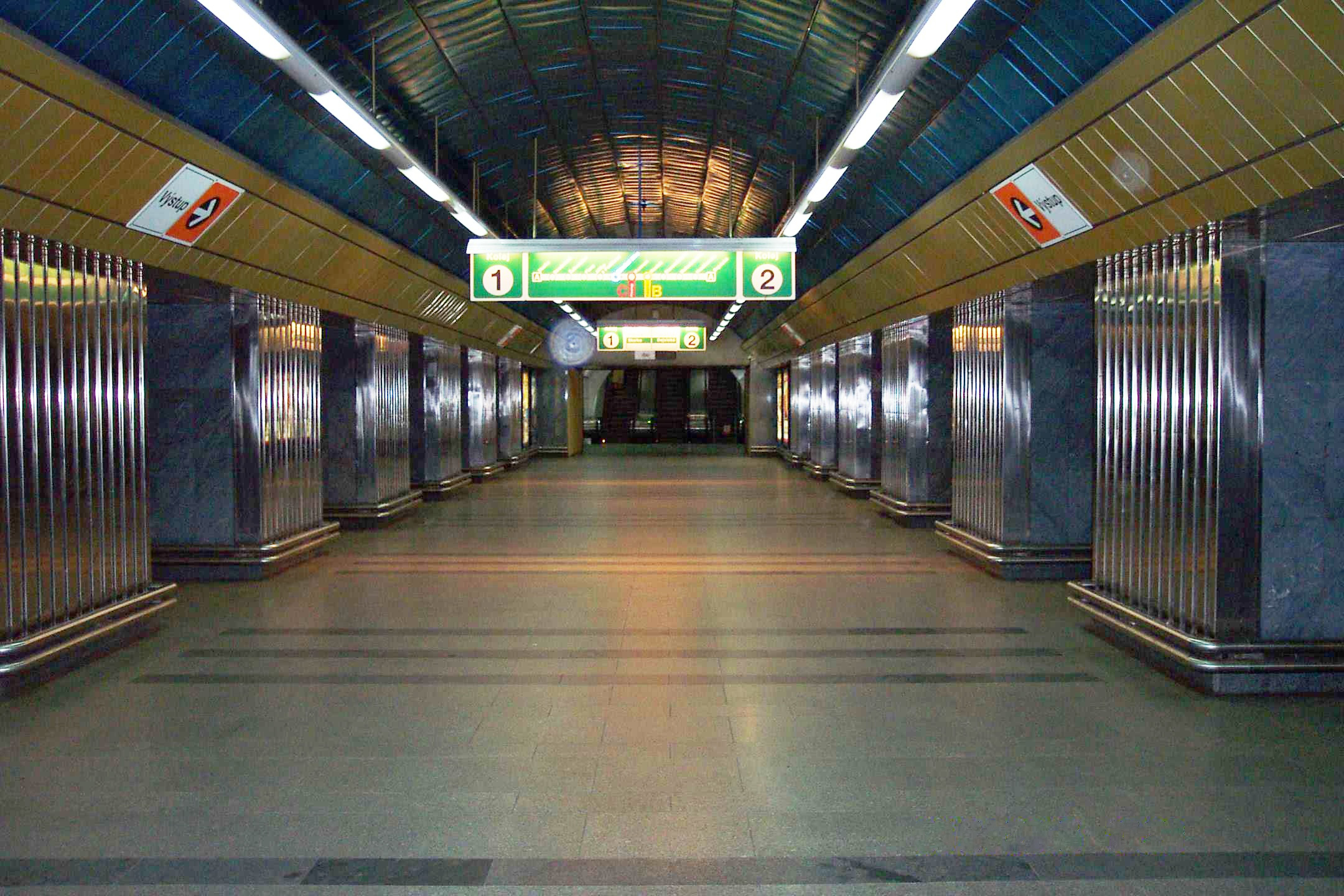
Foto der Metro Station Náměstí Míru, im Hintergrund kann man die Rolltreppen sehen.

Náměstí Míru (dt. Friedensplatz), benannt nach dem gleichnamigen Platz, bezeichnet eine Station der Prager Metrolinie A. Der U-Bahnhof, der am 12. August 1978 in Betrieb ging, ist mit 53 m unter der Straßenoberfläche die tiefstgelegene Station – nicht jedoch der tiefste Punkt (Tunnel zwischen den Stationen Hradčanská und Malostranská mit 68 m unter der Oberfläche) – des Prager Metronetzes und zudem die Zweittiefste der EU. Ihre 87 m langen Rolltreppen mit 462 Stufen gehören zu den längsten der Europäischen Union. Die Station verfügt über drei Rolltreppen vom Typ Victoria FT 732 5 EK 30, die eine Geschwindigkeit von 0,65 m/s haben. Laut ThyssenKrupp liegt die theoretische Förderkapazität bei 13.500 Personen pro Stunde. Beim Ausbau der Prager Metro ist geplant, die Station als Kreuzung der Linie A mit einer geplanten Linie D zu verbinden.